# Panisea
Panisea – rodzaj roślin z rodziny storczykowatych (Orchidaceae). Obejmuje 13 gatunków, występujących w Azji Południowo-Wschodniej. Rośliny można znaleźć w Indiach, Nepalu, południowych i południowo-centralnych Chinach, prowincji Hajnan, na Sri Lance, w Kambodży, Tajlandii, Laosie, Mjanmie, Wietnamie oraz Malezji. Rośliny są epifitami lub litofitami rosnącymi w górskich lasach na wysokościach od 300 m do 3300 m n.p.m.

## Morfologia
Kłącze pnące, pseudobulwy rosnące blisko siebie, cylindryczne lub okrągłe. Jeden lub dwa liście, twarde, cienkie i lancetowate. Kwiatostan z jednym do ośmiu odwróconych kwiatów. Torebka eliptyczna, kwiaty posiadają 4 pyłkowiny.

## Systematyka
Rodzaj sklasyfikowany do podplemienia Coelogyninae w plemieniu Arethuseae, podrodzina epidendronowe (Epidendroideae), rodzina storczykowate (Orchidaceae), rząd szparagowce (Asparagales) w obrębie roślin jednoliściennych.
W 2021 rodzaj został zakwalifikowany i przeniesiony do rodzaju Coelogyne.
Wykaz gatunków
- Panisea albiflora (Ridl.) Seidenf.
- Panisea apiculata Lindl.
- Panisea cavaleriei Schltr.
- Panisea demissa (D.Don) Pfitzer
- Panisea distelidia I.D.Lund
- Panisea garrettii (I.D.Lund) Aver.
- Panisea moi M.Z.Huang, J.M.Yin & G.S.Yang
- Panisea panchaseensis Subedi
- Panisea tricallosa Rolfe
- Panisea uniflora (Lindl.) Lindl.
- Panisea vinhii Aver. & Averyanova
- Panisea yunnanensis S.C.Chen & Z.H.Tsi
- Panisea zeylanica (Hook.f.) Aver.